# Heinrich Voepel

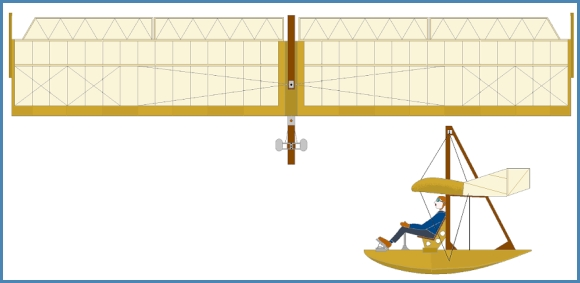
Voepel-Schulgleiter, 1934

Heinrich Voepel war ein Flugzeugbauer.
Zu Alexander Lippischs Mitarbeitern am Lippisch-Delta-Projekt gehörten Heinrich Voepel und der Kanadier Beverly Shenstone, der die kurz vorher veröffentlichte Formel von Glauert mit ins Team brachte. Mit Hilfe der Glauert’schen Formel war es erstmals möglich, Profilmomente zu berechnen. So bekam der Flügel der Delta I im Gegensatz zu den „Störchen“ ein druckpunktfestes Profil.
Voepel hatte so gelernt, wie eigenstabile Profile auszulegen waren. Wie Lippisch mit dem Storch IX, so baute auch Voepel 1934 einen einfachen Schulgleiter mit offenem Sitz, dessen Rumpf von einem Zögling-Schulgleiter stammte. Voepel legte den Flügel ungepfeilt aus, die Flugstabilität sollte durch das Flügelprofil selbst erreicht werden. So entstand der erste und einzige deutsche Brettnurflügel. Die Steuerung erfolgte über außenliegende Querruder und innenliegende Höhenruder. Zur Seitensteuerung waren kleine Brems-Seitenruder an den Flügelspitzen montiert. Beim Pfingsttreffen der Modellflieger 1935 auf der Wasserkuppe flogen Berühmtheiten wie Heini Dittmar, Fritz Stamer, Rudi Opitz und Wolfgang Späte den Gleiter. Voepel emigrierte später wie auch Robert Kronfeld nach England, wo er beim Royal Air Force Establishment in Farnborough tätig war und sein Wissen im britischen Nurflügel-Programm verwenden konnte.
(siehe auch GAL.56)